# Viktoras Abramikas
Viktoras Abramikas (* 19. Oktoberjul. / 1. November 1908greg.; † 31. Januar 1972) war ein litauischer Fußballtorhüter. 

## Karriere
Viktoras Abramikas spielte in seiner Vereinskarriere mindestens von 1927 bis 1935 acht Jahre für LFLS Kaunas.
Im Juli 1927 debütierte Abramikas im Tor der Litauischen Fußballnationalmannschaft bei einer 3:6-Niederlage gegen Lettland in Riga. In den Jahren 1929, 1930 und 1931 nahm er mit der Nationalmannschaft am Baltic Cup teil.
Von 1927 bis 1935 absolvierte Abramikas zehn Länderspiele für die Litauische Nationalmannschaft. 